# Horní Slavkov
Horní Slavkov (en allemand : Schlaggenwald) est une ville du district de Sokolov, dans la région de Karlovy Vary, en Tchéquie. Sa population s'élevait à 5 309 habitants en 2025.

## Géographie
Horní Slavkov se trouve à 12 km à l'est-sud-est de Sokolov, à 12 km au sud-sud-ouest de Karlovy Vary et à 117 km à l’ouest de Prague.

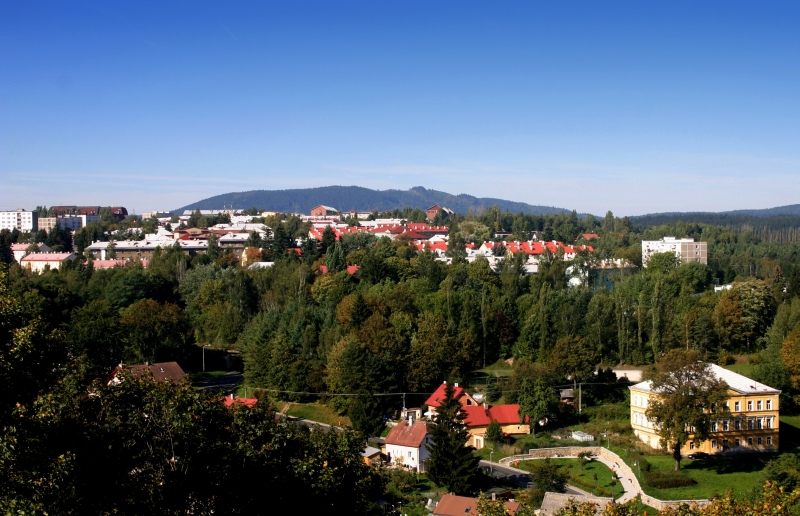
Horní Slavkov : vue générale.

La commune est limitée par Loket et Cihelny, une exclave de Karlovy Vary au nord, par Stanovice et Teplička à l'est, par Bečov nad Teplou et Krásno au sud, et par Rovná et Sokolov à l'ouest.

## Histoire
La première mention écrite de la localité date de 1202.

## Galerie

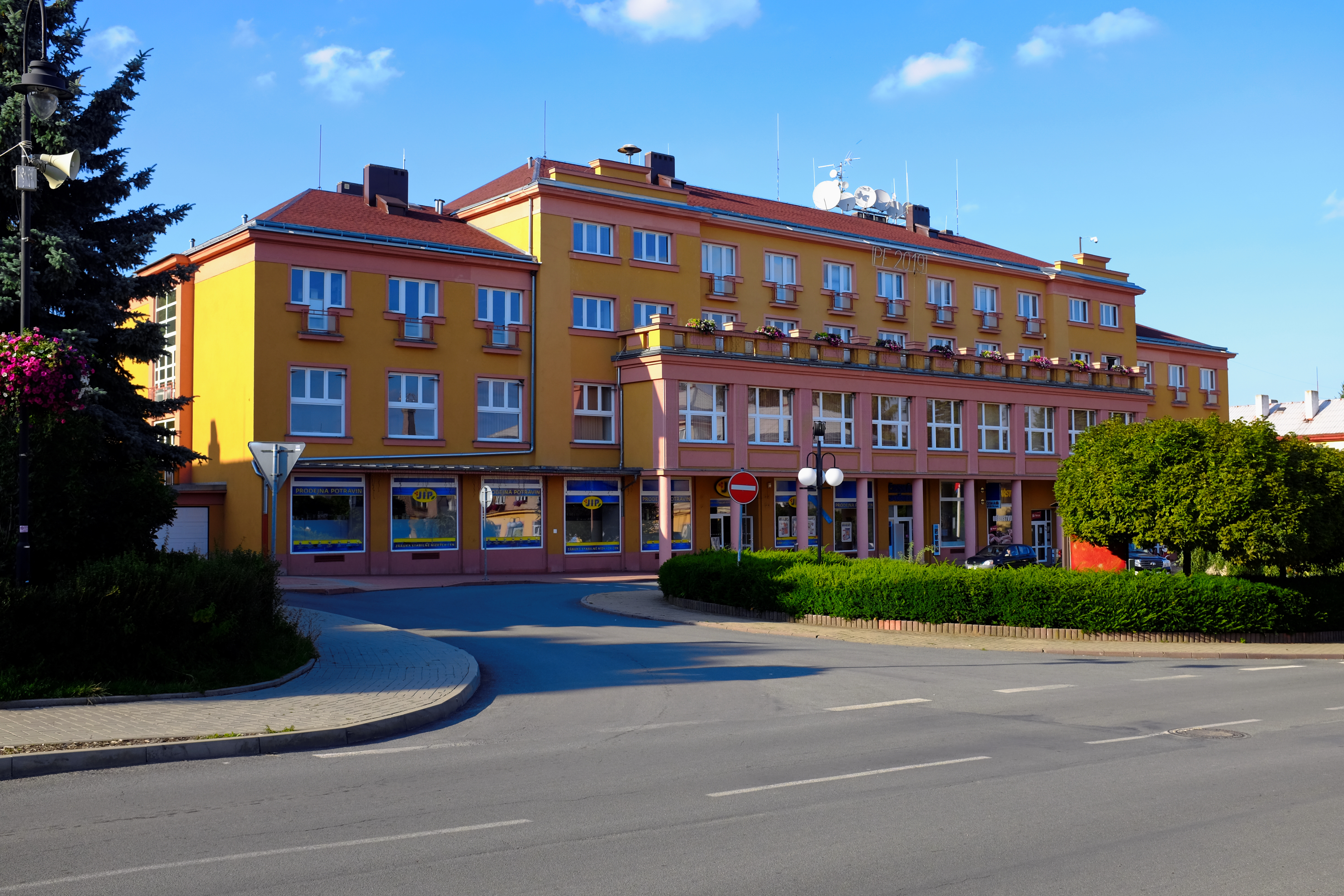
Hôtel de ville.
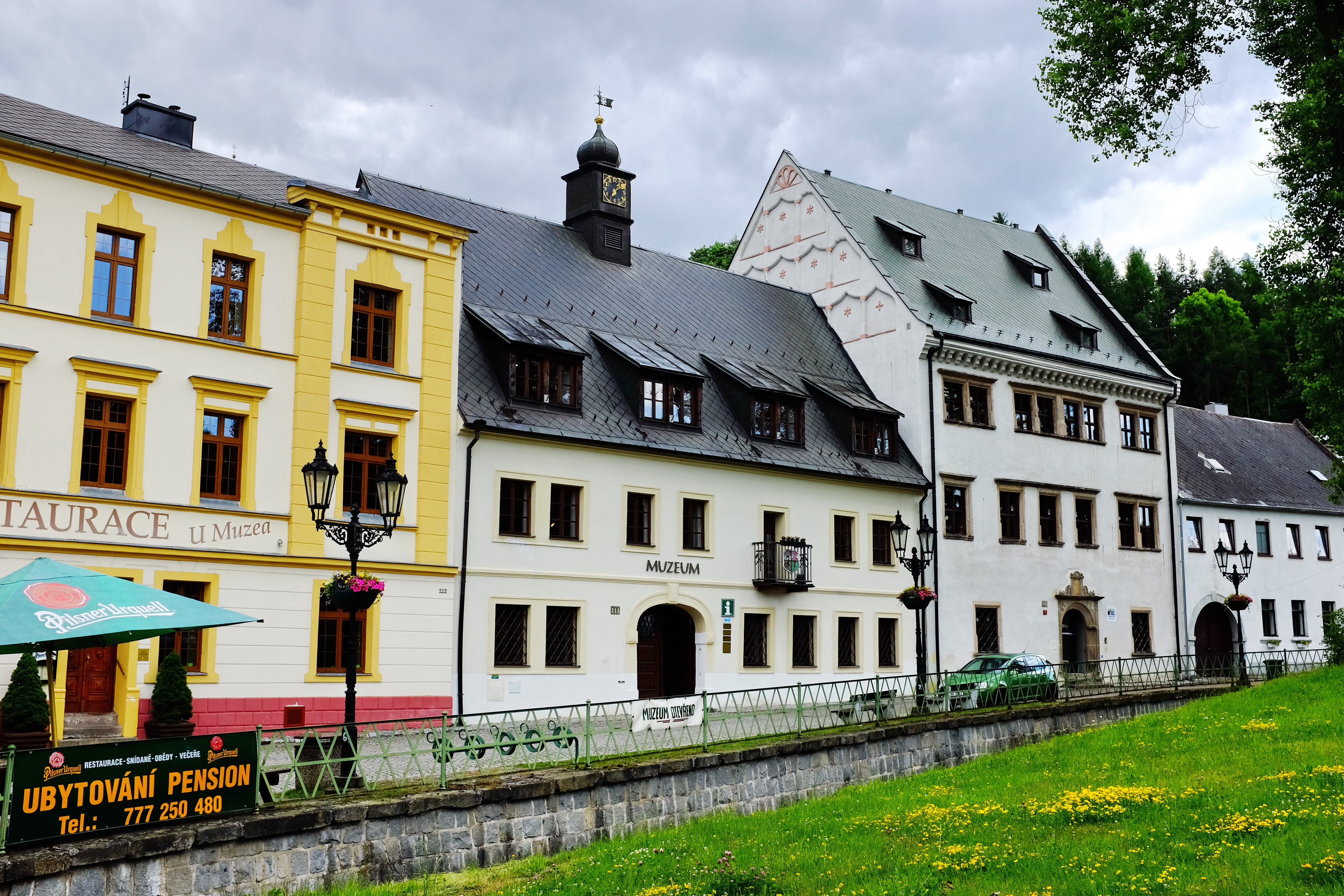
Musée de Horní Slavkov.

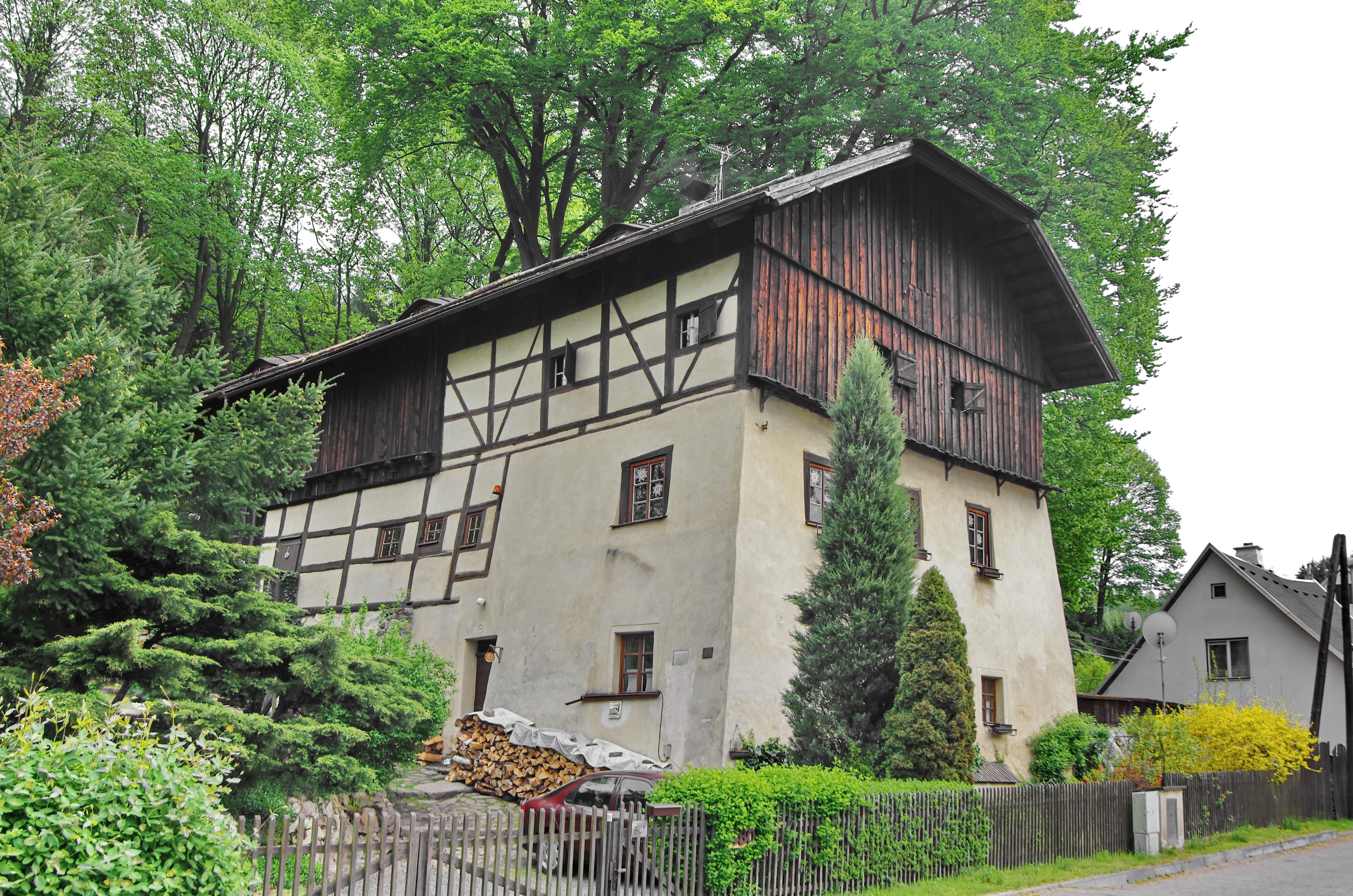
Maison Seidelhaus.
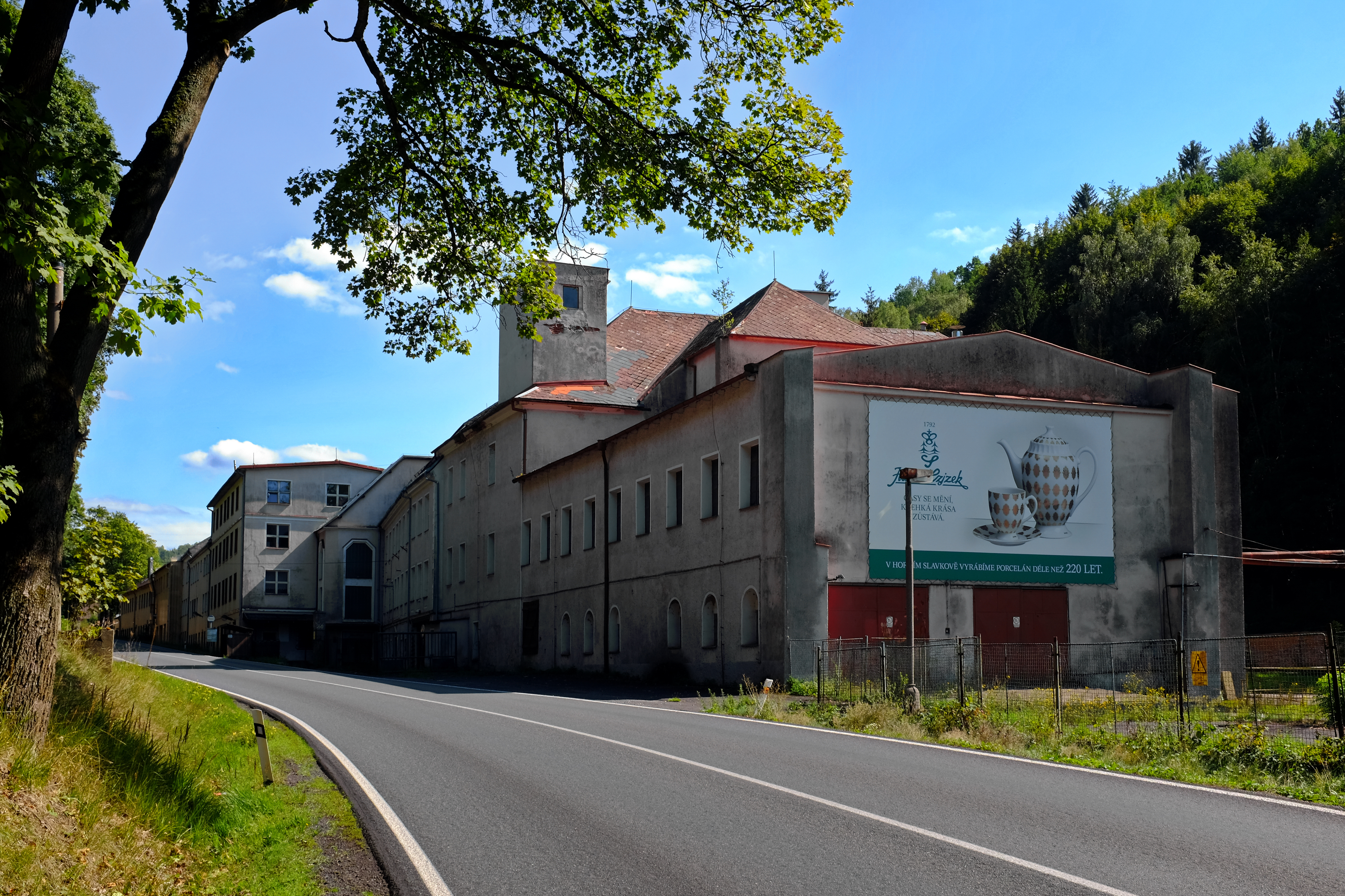
Manufacture de porcelaine.

## Transports
Par la route, Horní Slavkov se trouve à 18 km de Nové Sedlo, à 18 km de Sokolov, à 19,5 km de Karlovy Vary et à 134 km de Prague.